# International Standard Text Code
International Standard Text Code (ISTC/ISO 21047) és un identificador bibliogràfic creat per les editorials. És utilitzat per a les obres textuals, en compte de les manifestacions, de manera que pot ser utilitzar per a unir les distintes manifestacions d'una mateixa obra.
En el registre del ISTC, l'agència registradora captura metadades de descripció que inclouen, mínim, un títol, nom de l'autor o contribuïdor, un identificador de l'inscrit, la data de registre i si l'obra és original o derivada.
Va ser desenvolupat davant l'aparició i emergència dels llibres electrònics.